# Nguyễn Ngọc Lâm
Nguyễn Ngọc Lâm (sinh năm 1973) là một Tướng lĩnh Công an nhân dân Việt Nam, hàm Thượng tướng. Ông hiện là Ủy viên Ban thường vụ Đảng ủy Công an Trung ương, Thứ trưởng Bộ Công an Việt Nam. 

## Xuất thân và giáo dục
Nguyễn Ngọc Lâm, sinh năm 1973, quê quán tại xã Hợp Thành, huyện Yên Thành, tỉnh Nghệ An.
Ông tốt nghiệp đại học hệ chính quy, chuyên ngành cảnh sát kinh tế, Học viện Cảnh sát nhân dân.

## Sự nghiệp
Ông Nguyễn Ngọc Lâm, sinh năm 1973, là đảng viên Đảng Cộng sản Việt Nam.
Ông từng giữ chức vụ Phó Chánh Văn phòng Cơ quan Cảnh sát điều tra, Bộ Công an.
Ngày 01 tháng 6 năm 2020, tại Công an tỉnh Quảng Ninh, Bộ Công an tổ chức Lễ công bố Quyết định của Bộ trưởng Bộ Công an về công tác cán bộ. Tại buổi lễ, Thiếu tướng Nguyễn Duy Ngọc, Thứ trưởng Bộ Công an đã trao Quyết định của Bộ trưởng Bộ Công an về việc điều động, bổ nhiệm Thượng tá Nguyễn Ngọc Lâm, Phó Chánh Văn phòng Cơ quan Cảnh sát điều tra, Bộ Công an giữ chức vụ Giám đốc Công an tỉnh Quảng Ninh. Cùng với đó, Bộ Công an cũng trao Quyết định thăng Hàm sỹ quan nghiệp vụ từ Thượng tá lên Đại tá đối với đồng chí Nguyễn Ngọc Lâm, Giám đốc Công an tỉnh Quảng Ninh từ ngày 01/6/2020. Cùng ngày, Tỉnh ủy Quảng Ninh đã công bố Quyết định chỉ định bổ sung Đại tá Nguyễn Ngọc Lâm tham gia Ban Chấp hành, Ban Thường vụ Tỉnh ủy Quảng Ninh và giữ chức vụ Bí thư Đảng ủy Công an tỉnh Quảng Ninh.
Ngày 28 tháng 2 năm 2022, Công an tỉnh Quảng Ninh tổ chức Lễ công bố Quyết định của Bộ trưởng Bộ Công an về việc điều động, luân chuyển Đại tá Nguyễn Ngọc Lâm, Giám đốc Công an tỉnh Quảng Ninh, giữ chức vụ Cục trưởng Cục Cảnh sát điều tra tội phạm về tham nhũng, kinh tế, buôn lậu (C03).
Sáng 12 tháng 4 năm 2022, tại Hà Nội, Đại tướng Tô Lâm, Ủy viên Bộ Chính trị, Bí thư Đảng ủy Công an Trung ương, Bộ trưởng Bộ Công an đã chủ trì Lễ công bố Quyết định của Bộ Chính trị về việc chỉ định ông Nguyễn Ngọc Lâm, Cục trưởng Cục Cảnh sát điều tra tội phạm về tham nhũng, kinh tế, buôn lậu tham gia Đảng ủy Công an Trung ương nhiệm kỳ 2020 – 2025.
Năm 2023, ông được Chủ tịch nước Cộng hòa xã hội chủ nghĩa Việt Nam thăng cấp bậc hàm Thiếu tướng.
Ngày 17 tháng 7 năm 2024, Đảng ủy Công an Trung ương, Bộ Công an tổ chức Lễ công bố Quyết định của Thủ tướng Chính phủ về việc bổ nhiệm chức vụ Thứ trưởng Bộ Công an đối với Thiếu tướng Nguyễn Ngọc Lâm, Cục trưởng Cục Cảnh sát điều tra tội phạm về tham nhũng, kinh tế, buôn lậu (C03)
Ngày 27/12/2024, ông được Chủ tịch nước Cộng hòa xã hội chủ nghĩa Việt Nam thăng cấp bậc hàm Trung tướng.
Ngày 14/07/2025, ông được  Chủ tịch nước Cộng hòa xã hội chủ nghĩa Việt Nam thăng cấp bậc hàm Thượng tướng.

## Lịch sử thụ phong cấp bậc hàm
| Năm thụ phong | —        | —        | —         | 2020   | 2023        | 2024        | 2025         |
| ------------- | -------- | -------- | --------- | ------ | ----------- | ----------- | ------------ |
| Quân hàm      |          |          |           |        |             |             |              |
| Cấp bậc       | Thiếu tá | Trung tá | Thượng tá | Đại tá | Thiếu tướng | Trung tướng | Thượng tướng |